# Нова громада (Київ — Харків)
«Нова громада» — кооперативний, літературно-мистецький та економічно-науковий журнал, що виходив у 1922—1933 роках у Києві та Харкові.

## Історія
Журнал заснований письменником Олексієм Вараввою 1922 року як друкований орган Всеукркоопспілки. Виходив у Києві та Харкові що два тижні. Друк відбувався за кошт видавництва «Книгоспілка». На момент заснування журнал мав назву «Бюлетень Київської філії „Вукоопспілки“», у 1922—1923 роках — «Правобережний кооператор», з 1924 року — «Нова громада».
У 1922 році вийшло 8 випусків журналу, 1923 — 16, 1924 — 21, у 1925—1932 роках — по 24 на рік, а також один раз у січні 1933 року.
Журнал висвітлював кооперативний рух в Україні, СРСР та за кордоном, аспекти економічного та культурного життя українського села, тогочасні мистецтво та культуру України. Також у «Новій громаді» друкувалися твори відомих та нових українських письменників. Також висвітлювалися процеси, що відбувалися в Радянській Україні, як-от колективізація, електрифікація, культурне будівництво тощо.
1932 року журнал перейменували на «Соціалістична громада». 1933 року його закрили.

## Автори
Редакторами журналу були:
- Олексій Варавва (1922—1927);
- П. Руденко;
- А. Геттлер;
- С. Кравців (Крига).

Писали статті для журналу та публікували свої твори в ньому Борис Антоненко-Давидович, Остап Вишня, Григорій Косинка, Павло Тичина, Микола Зеров, Максим Рильський, Валер'ян Підмогильний, Степан Васильченко, Володимир Сосюра та інші.